# 天地の門2 武双伝
『天地の門2 武双伝』（てんちのもん2 ぶそうでん）は、2006年10月19日にソニー・コンピュータエンタテインメントより発売されたPlayStation Portable用ゲームソフト。開発はクライマックス。

## 概要
このゲームは拳譜やレコインと呼ばれるコンボを示した物を武芸録やレーヂ盤と呼ばれる物にはめ込み自由にコンボ攻撃を設定できるというのが特徴である。詳しくは下記参照。
前作天地の門とは世界観を共有している。

## 登場キャラクター
リジュ･ロウ(声：平川大輔)
武官の名門リジュ家の当主
本作の主人公
ギキョウ･シュンカ(声：生天目仁美)
文官の名門ギキョウ家の長女
ギキョウ･アルタイの妹
ギキョウ･アルタイ(声：加藤将之)
文官の名門ギキョウ家の当主
ギキョウ･シュンカの兄
カシュー･カーラ(声：小林希唯)
黒毒槍との異名を持つセーマ帝禁衛隊隊長
エジェン･ザーン(声：稲田徹)
帝都セーマボルムの執政官
セーマ十人委員会の議長
マウタミル･チーナ(声：松岡由貴)
帝都三番街武頼局局長
セーマ･プルナパイネ･ボルム(声：桑島法子)
セーマ帝
コウトン(声：田中敦子)
スッタ･モンダ(声：ふくまつ進紗)
破天荒な性格のお坊さん

## 武芸録とレーヂ盤システムと使用例

### 武芸録と拳譜について
武芸録は拳譜をはめ込むケースのようなもので、あらかじめ段が設定されておりその段の数だけ拳譜をはめ込めるようになっている。
段数は四段から八段まで、そして昇段武芸録というものが存在する。
昇段武芸録は使い込むことによって段数が徐々に増え最大で十段まで増えるものである。
拳譜は使用する技が書かれており、大きく分けて剣術･槍術･拳術の三つに分類できる。その中で各術に一式から四十式まで存在し基本的に数字が大きくなるほど強くなる。
これより武芸録と拳譜の使用例を紹介する。
例
剣術一式(縦斬り)剣術二式(横斬り)剣術三式(縦斬りから横斬りへのコンボ)剣術四式(突き)
これらを剣術四段の武芸録にはめ込む場合
一式>二式>三式>四式
はもちろん
四式>三式>一式>二式
のように自由に組み合わせることが可能

### レーヂ盤とレコインについて
レーヂ盤も武芸録と基本的には同じだが、多少異なる。
レーヂ盤は四から十までの穴がありレコインをはめて使う(上記に例えればレーヂ盤は武芸録に、レコインは拳譜にあたる)。
レコインは大きく分けて二種類ありプレコインとバンコインがある。
- プレコイン
  - 霊力の舞
  - 炎氣の舞
  - 凍氣の舞
  - 風虎の舞
  - 回生の舞

以上の五つがあり各舞は各属性のレーヂを溜めことができる。
各舞は一番から九番に分かれていて数字が大きくなるほど強くなるが、一つ一つの舞う時間が長くなる。
- バンコイン
  - 飛天の結び：前方にレーヂの弾を放出する
  - 破裂の結び：前方にレーヂの爆発を起こす
  - 双林の結び：前方に方向にレーヂを放出する
  - 転輪の結び：自分の周囲を回るようにレーヂを放出する
  - 直射の結び：目の前に柱状にレーヂを放出する
  - 四面の結び：自分の足元を中心にレーヂを放出する

基本的にはプレコインでは攻撃せずにバンコインで攻撃する。
プレコインは同じ属性を続けることによりバンコインで攻撃する時の攻撃力･攻撃範囲が増す。

## その他

### 武頼局の裏口
この機能はPSPのアドホックモードを使用し他のプレイヤーと対戦したり、拳譜やレコインを交換することができる。

### 追加データダウンロード
ゲーム内のよろず屋からインフラストラクチャーモードを使用し追加の依頼及びよろず屋に渡来品を仕入れることができる。
天地の門2 武双伝公式サイトから追加データをダウンロードしPSPとPCをUSB接続し追加データをPSPに移すという方法もある。